# Alfonsine
Alfonsine (romanyol nyelven Agl'infulsẽ vagy Agl'infulsèn) település Olaszországban, Emilia-Romagna régióban, Ravenna megyében. Lakosainak száma 11 477 fő (2023. január 1.). Alfonsine Argenta, Bagnacavallo, Conselice, Fusignano, Lugo és Ravenna községekkel határos.

## Népesség
A település népességének változása:
| Lakosok száma | 11 993 | 11 953 | 11 477 |
|               | 2017   | 2018   | 2023   |